# Gijs de Vries
Gijsbert Marius (Gijs) de Vries (New York, 22 februari 1956) is een Nederlands voormalig politicus. Hij is vooral bekend als EU-coördinator voor terrorismebestrijding en voormalig staatssecretaris van Binnenlandse Zaken namens de VVD in het kabinet-Kok II.

## Biografie
Na zijn middelbareschooltijd op het Nederlands Lyceum in Den Haag, studeerde De Vries vanaf 1974 politieke wetenschappen aan de Rijksuniversiteit Leiden. Inmiddels was hij al actief geworden bij de JOVD, de jongerenorganisatie van de VVD. In 1982 werd hij lid van de gemeenteraad van Leiden. In 1989 werd hij lijsttrekker van de VVD voor de verkiezingen van het Europees Parlement. In het Europees Parlement werd hij ondervoorzitter van de liberale fractie. Na de verkiezingen in 1994 voor het Europees Parlement (waarbij hij wederom lijsttrekker was), werd hij fractievoorzitter van de Liberalen.
In 1998 kwam Gijs de Vries naar de Nederlandse nationale politiek. Nadat zijn naam al was genoemd als staatssecretaris van Defensie in het kabinet-Kok I (een functie die Gijs de Vries weigerde), werd hij in het tweede Paarse kabinet staatssecretaris van Binnenlandse Zaken. Als staatssecretaris was Gijs de Vries onder meer verantwoordelijk voor de invoering van C2000, de nasleep van de cafébrand in Volendam en de samenwerking met de Nederlandse Antillen. Het zogenaamde 'verraad van Gijs de Vries' vormde een dieptepunt in deze samenwerking. De toenmalige Antilliaanse regering voerde in overleg met de Vries een ingrijpende saneringsoperatie uit om de laatste barrières voor een IMF-overeenkomst uit de weg te ruimen. De belofte om met een flankerend beleid de sociale gevolgen te verzachten werd echter niet nagekomen.
Na zijn periode als staatssecretaris was Gijs de Vries van 23 mei tot 16 oktober 2002 lid van de Tweede Kamer. In deze periode zat hij in de parlementaire enquêtecommissie naar de bouwfraude. Tussen oktober 2002 en juli 2003 was hij vertegenwoordiger van de Nederlandse regering op de Europese Conventie voor de opstelling van een Verdrag tot vaststelling van een Grondwet voor Europa.
Gijs de Vries was van maart 2004 tot maart 2007 EU-coördinator voor terrorismebestrijding.
De Vries werd in juni 2008 door de Tweede Kamer voorgedragen als lid van het college van de Algemene Rekenkamer, als opvolger van Pieter Zevenbergen. Hij is per 1 oktober 2008 in dienst getreden.
Op 3 oktober 2010 werd bekend dat De Vries zijn VVD-lidmaatschap had opgezegd en lid van D66 was geworden. Hij kon zich niet vinden in de samenwerking die de VVD was aangegaan met de PVV van Geert Wilders tijdens de kabinetsformatie van 2010.
Per 1 januari 2011 werd Gijs de Vries benoemd tot lid van de Europese Rekenkamer. In verband met die benoeming gaf hij zijn lidmaatschap van de Nederlandse Rekenkamer op. De Vries werd op 1 januari 2014 opgevolgd door Alex Brenninkmeijer als lid van de Europese Rekenkamer.
De Vries is thans verbonden als Visiting Senior Fellow aan de LSE te Londen.
- Digitale Bibliotheek voor de Nederlandse Letteren: vrie152
- Gemeinsame Normdatei: 170671569
- International Standard Name Identifier: 0000 0000 4298 6841
- Library of Congress Control Number: n94065781
- Nederlandse Thesaurus van Auteursnamen: 069891753
- Parlement.com: vg09llpqbdvt
- Virtual International Authority File: 18913473
- WorldCat: E39PBJrKVtJmx7k6kgHPdrMpT3